# Tomocyrba
Tomocyrba là một chi nhện trong họ Salticidae.